# (100220) 1994 PT10
(100220) 1994 PT10 es un asteroide perteneciente al cinturón de asteroides, descubierto el 10 de agosto de 1994 por Eric Walter Elst desde el Observatorio de La Silla, Chile.

## Designación y nombre
Designado provisionalmente como 1994 PT10.

## Características orbitales
1994 PT10 está situado a una distancia media del Sol de 3,049 ua, pudiendo alejarse hasta 3,218 ua y acercarse hasta 2,880 ua. Su excentricidad es 0,055 y la inclinación orbital 8,697 grados. Emplea 1945 días en completar una órbita alrededor del Sol.

## Características físicas
La magnitud absoluta de 1994 PT10 es 14,9. Tiene 3,982 km de diámetro y su albedo se estima en 0,177.